# Az 1814-es éhínség emlékműve
Az 1814-es éhínség emlékműve Nagyilondán műemlékké nyilvánított szobor Romániában, Szilágy megyében. A romániai műemlékek jegyzékében az SJ-IV-m-B-05157 sorszámon szerepel.

## Története
Az oszlop eredetileg a Sósmező és Nagyilonda közötti hegyi út tetején állt. A jelenlegi helyére Veres Imre főszolgabíró helyeztette át 1900-ban.

## Leírása
Felirata a délnyugati oldalon: „T. V. ISPÁNY / UJFALVI SÁMUEL / URNAK / AZ UTAZÓK.” Az északkeleti oldal felirata: „KÉSZÜLT NAGY / INSÉG IDEJÉN 1814. / KENYEREL SEGITETT / MUNKÁSOK ÁLTAL.”